# Christoph Leitgeb
Christoph Leitgeb (Graz, 14 april 1985) is een Oostenrijks voetballer als middenvelder voor Red Bull Salzburg uitkomt. Hij maakte op 23 mei 2006 tegen Kroatië (1–4 verlies) zijn debuut in het Oostenrijks voetbalelftal.

## Erelijst
Red Bull Salzburg
- Landskampioen

2009, 2010, 2012, 2014, 2015